# ヒヴァ
ヒヴァ（ウズベク語: Xiva/Хива、露: Хива、ペルシャ語: خیوه、英語: Khiva）は、ウズベキスタンの都市。16世紀初頭から20世紀初頭まで存在したヒヴァ・ハン国の首都であった。ホラズム州に置かれ、ホラズム州の州都ウルゲンチの南西に位置する。ブハラと並ぶ中央アジアの宗教都市であり、「聖都」の名前で呼ばれる。
綿工業と製陶が町の主産業となっている。
ヒヴァの旧市街イチャン・カラは、1990年にウズベキスタン国内で初めてユネスコの世界遺産に登録された。

## 歴史
メルブからクフナ・ウルゲンチ（旧ウルゲンチ）に至る隊商路の間に存在していた泉を中心に町が発展した伝承が残り、現在も泉はイチャン・カラの中で湧き出ている。発掘調査の結果、1世紀にはすでに町の基礎ができていたことが判明している。ヒヴァの歴史が始まった際、ヒヴァの最初の住民はホラズム語と呼ばれる東方イラン語を話すアーリア人であったとされる。
712年のアラブの征服以降にヒヴァはイスラーム化する。10世紀に書かれたアラビア語の地理書に、初めてヒヴァの町の名前が現れる。これらの地理書の中で、ヒヴァはヒーワク（Khīwaq）あるいはハイワク（Khaywaq）と書かれている。
17世紀前半にアム川の河道が変化してウルゲンチ・ハン国の首都クフナ・ウルゲンチが衰退すると、
ヒヴァがウルゲンチ・ハン国の新都に選定され、ハン国の名前は首都の名前を冠したヒヴァ・ハン国と呼ばれるようになる。一時ブハラのジャーン朝によって支配され、1740年にはイランのナーディル・シャーの攻撃を受けてヒヴァは破壊される。

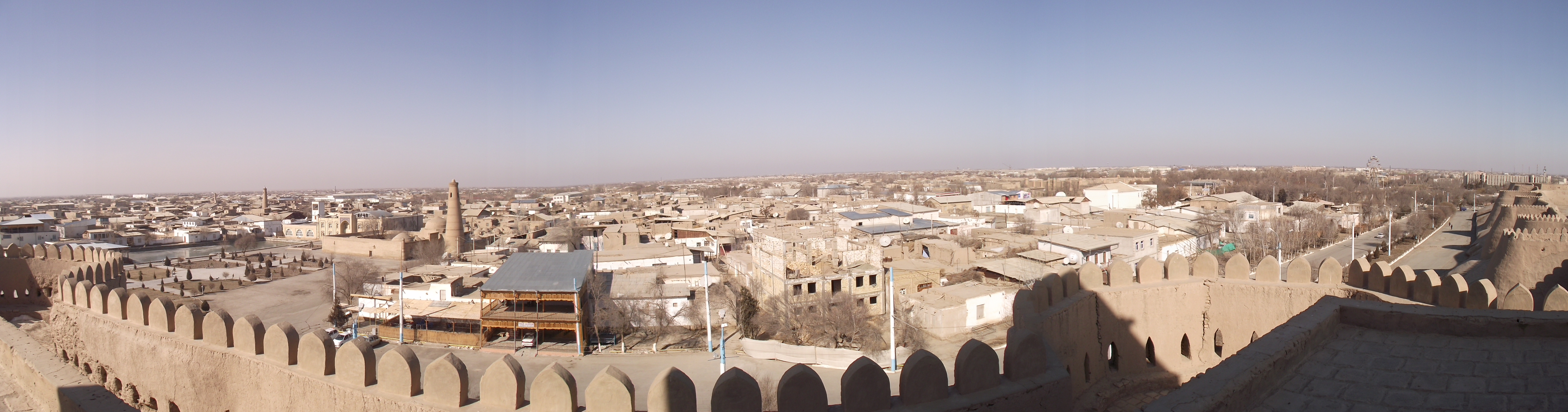

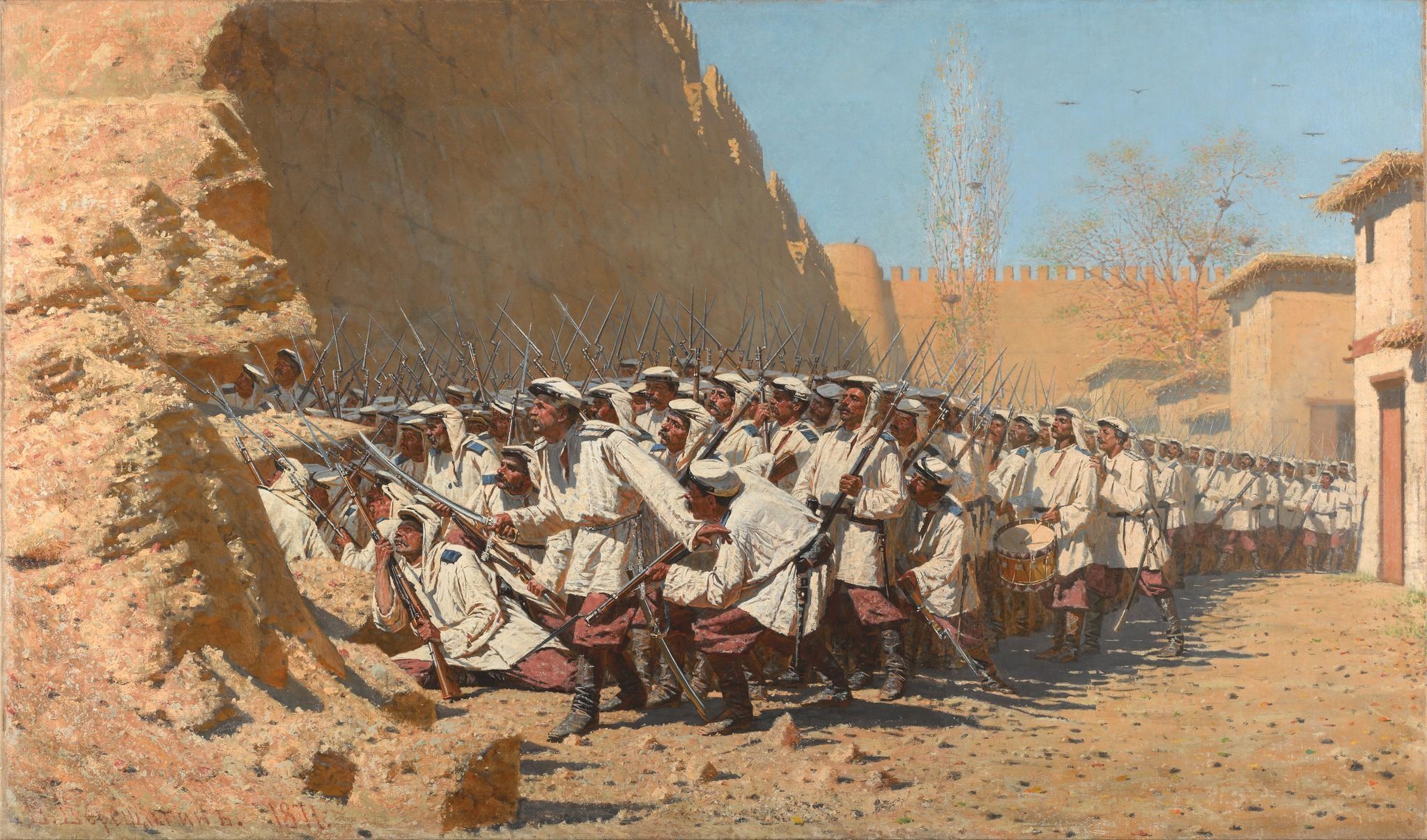
ワシリー・ヴェレシュチャギンによるロシア軍のヒヴァ攻略を描いた絵

1873年、ロシアの将軍であるコンスタンティン・フォン・カウフマン（初代のトルキスタン総督）がヒヴァを攻撃し、その年の5月28日には、ヒヴァを陥落させられると同時に、ヒヴァ・ハン国は保護国化された。
十月革命の後、ボルシェヴィキの運動に賛同する形で、短命ながらもヒヴァ・ハン国の領域にホラズム人民ソビエト共和国が建国された。1920年4月から、ヒヴァはホラズム人民ソビエト共和国（ホラズム社会主義ソビエト共和国）の首都とされた。1920年当時のヒヴァには94のモスク（寺院）、63のマドラサ（神学校）のほかに多くのバザールや工房が存在していた。1924年の民族境界画定工作の結果、この国家は廃止・分割されウズベク・ソビエト社会主義共和国が成立したが、その際ヒヴァはウズベクに区画され、1938年にホラズム州に編入された。

## 姉妹都市
- ニーシャープール（イラン）
- ヤズド（イラン）
- アンケニー（英語版）（アメリカ合衆国）
- サン・ロレンソ・デ・エル・エスコリアル（英語版）（スペイン）

## 名所
ヒヴァは、2つの町に分かれる。城壁の外側は、いわゆるディチャン・カラと呼ばれる地区であり、かつては11の門が街を守っていた地区である。城壁の内側は、世界遺産にも登録されているイチャン・カラ地区であり、10世紀には建設されたといわれている煉瓦の城壁に守られている。現在の城壁は、17世紀にさかのぼることができ、その高さは10メートルに及ぶ。
イチャン・カラ地区は、18世紀から19世紀にかけて建設された50以上の歴史的建造物と250以上の古い民家が存在する。たとえば、イチャン・カラに残る金曜モスク（Djuma Mosque）は、10世紀に建設されたと伝えられ、1788年から1789年にかけて再建された。
ヒヴァ・ハン国の時代にはイチャン・カラには宮殿、モスク、マドラサ、霊廟が建ち、ディチャン・カラには職種別に区画された地域に職人たちが居住していた。

## 交通
空路
ウルゲンチ国際空港…タシュケントからは、毎日1-2便が運航されている。ウルゲンチからバス、トロリーバス、マルシュルートカがある。
陸路
ヒヴァ駅…市内中心部から約3km離れた東部に鉄道の駅がある。2018年にウルゲンチからヒヴァまで延伸された。タシュケントとは、夜行列車によって結ばれており、2023年現在、高速鉄道も延伸工事中である。